# Agustín Martegani
Agustín Alberto Martegani (sinh ngày 20 tháng 5 năm 2000) là một cầu thủ bóng đá chuyên nghiệp người Argentina hiện tại đang thi đấu ở vị trí tiền vệ tấn công cho câu lạc bộ Boca Juniors tại Giải bóng đá vô địch quốc gia Argentina.

## Sự nghiệp thi đấu

### San Lorenzo
Martegani gia nhập San Lorenzo vào năm 2017 khi thi đấu khi còn là một cầu thủ trẻ cho câu lạc bộ Club Atlético Argentino de Rojas. Anh có màn ra mắt cho San Lorenzo ở Cúp bóng đá Argentina gặp Club Sportivo Estudiantes vào ngày 22 tháng 5 năm 2019. Vào ngày 11 tháng 10 năm 2021, Martegani ghi bàn thắng đầu tiên ở giải đấu bằng chân trái trong chiến thắng 2-1 trước Club Atlético Colón.
Martegiani đã chơi 18 trận và ghi 3 bàn trong mùa giải 2022 khi anh bị huấn luyện viên Rubén Darío Insúa loại khỏi trận đấu gặp Tigre vào tháng 6 năm 2022 sau một lời đề nghị chuyển nhượng được cho là trong khu vực trị giá 4 triệu đô la từ Flamengo. San Lorenzo cũng cho biết một lời đề nghị trị giá 4 triệu euro từ Hellas Verona cho sự phục vụ của anh nhưng đã bị từ chối. Tuy nhiên, sau khi không có vụ chuyển nhượng nào được đồng ý, Insua cho biết anh hoan nghênh Martegani trở lại đội của mình trong thời gian còn lại của năm 2022.

### Cho mượn tại Salernitana
Vào ngày 25 tháng 8 năm 2023, Martegiani gia nhập câu lạc bộ Salernitana tại Serie A, dưới dạng cho mượn kèm quyền chọn mua.

## Phong cách thi đấu
Là một tiền vệ thuận chân trái, Martegani đã được khen ngợi vì khả năng rê bóng, chuyền bóng và khả năng sút xa.